# Петропавлівка (Сімферопольський район)
Петропа́влівка (крим. Petropavlivka) — село в Україні, у Сімферопольському районі Автономної Республіки Крим. Підпорядковане Добрівській сільській раді.

## Сучасність
У Петропавлівці 1 вулиця — Садова, площа, займана селом, 11,3 гектара, на якій в 30 дворах, за даними сільради на 2014 рік, числилось 91 жителів.

## Географія
Село Петропавлівка розташоване в центрі району, за 2 кілометри на південний схід від Сімферополя, за півтора кілометра від шосе М-18 Сімферополь — Алушта — Ялта, найближча залізнична станція Сімферополь — приблизно за 11 кілометрів. Село лежить у гірській частині Криму, на лівій стороні долини річки Салгир у верхній течії, висота центру села над рівнем моря — 339 м. За 1 кілометр на північний схід від Петропавлівки розташовується село Лозове; за 1 кілометр на південь — село Українка. До північної, східної та південної окраїн села примикають дачні ділянки. Неподалік села — Петропавлівський кар'єр.